# فرزاد بازوفت
فرزاد بازوفت (22 مايو/أيار 1958 -15 مارس آذار 1990) صحفي إيراني المولد أستقر في المملكة المتحدة خلال عقد السبعينات، وعمل كصحفي مستقل لجريدة الأوبزرفر. اعتقلته السلطات العراقية وأعدمته عام 1990 بتهمة التجسس لصالح إسرائيل خلال عمله في العراق.

## السيرة الذاتية
جاء بازوفت إلى المملكة المتحدة عام 1975 وهو في سن السادسة عشر. وبعد إكمال تعليمه بدأ مهنته كصحفي مستقل، وكتب مقالات عن الشرق الأوسط خصوصاً عن الحرب العراقية الأيرانية إلى وسائل الإعلام ومنها صحيفة ذا اوبزيرفر وبي بي سي. دعته السلطات العراقية عام 1989 إلى العراق مع صحفيين أخريين من جميع دول العالم لتغطية ((انتخابات المجلس التشريعي والتنفيذي لمنطقة كردستان للحكم الذاتي)).
وقبل إن ينطلق بازوفت علم عن انفجار غامض وقع يوم 19 ايلول /سبتمبر 1989 في مجمع التصنيع العسكري في ناحية الإسكندرية، التي تبعد 50 كلم جنوب بغداد  ومن قوة الانفجار سمع صوته في مدينة بغداد. وعلى الرغم من إن صدام حسين أمر بإبقاء الأمر سراً راجت إشاعات إن الانفجار وقع في معمل لإنتاج الصواريخ وفي خط التجميع بالذات، وأسفر عن مقتل عشرات الخبراء المصريين العاملين في برنامج الصواريخ العراقية متوسطة المدى.
شم بازوفت رائحة سبق صحفي فتوجه إلى مدينة الحلة القريبة من مكان الانفجار لمزيد من المعلومات. وزعمت صحيفة ذا اوبزيرفر إن بازوفت أجرى التحقيقات بموافقة السلطات العراقية الرسمية. قال دونالد تريلفورد رئيس تحرير ذا اوبزيرفر في تعليقه على هذه الحوادث لاحقاً «بازوفت لم يكن جاسوساً. هو صحفي ذهب لكتابة قصة وقال في مقدمة القصة ما الذي سيفعله... وأبلغ السلطات العراقية إلى إين سيذهب... هذه ليست تصرفات جاسوس هذه تصرفات صحفي».
وبينما منعت السلطات العراقية صحفيين غربيين آخرين كانوا مهتمين بالقصة  يعملون لقناة (Independent Television News) البريطانية من بلوغ موقع الحادث  نجح بازوفت بالوصول إلى مكان الانفجار بمساعدة الممرضة البريطانية دافني بارش. كما سأل بازوفت عسكريين عراقيين في الفنادق والمقاهي عما يعرفونه عن الحادث فأبلغ رجال الأمن في الفندق المخابرات العراقية عنه.
أعُتقل بازوفت في مطار بغداد الدولي في شهر أيلول/سبتمبر 1989 بينما كان ينتظر رحلة العودة إلى لندن. وفي حقائبه 34 صورة فوتوغرافية عن موقع الحادث  وبعض عينات التربة من موقع المعمل. أعُتقل بازوفت في سجن أبو غريب لمدة ستة أسابيع  تعرض خلالها للتعذيب، عٌرض بازوفت على شاشات التلفزيون في 1 تشرين الثاني نوفمبر وأعترف خلالها أنه جاسوس إسرائيلي. كما أعتقلت السلطات العراقية دافني باريش، وقبل محاكمتهما أرسل صدام حسين رسالة إلى مارغريت ثاتشر أكد فيها إن بازوفت وباريش سيخضعان إلى محاكمة عادلة.
أدين بازوفت بمحاكمة جرت خلف أبواب مغلقة أستمرت ليوم واحد فقط وبدون أي أدلة حاسمة وحكمت عليه المحكمة بالإعدام في 10 أذار/مارس 1990. وحُكم على باريش بالسجن لخمسة عشر عاماً، لكن أطلق سراحها يوم 16 مايو/ أيار 1990 بعد وساطة الرئيس الزامبي كينيث كاوندا.
لم تجدي مناشدات الرأفة الدولية جدوى ولم تسمح السلطات العراقية لبازوفت بالإستئناف أو تميز الحكم ونفذ فيه حكم الإعدام شنقاً في الساعة 6:30 صباحاً يوم 15 أذار/مارس 1990 (أي بعد خمسة أيام فقط من النطق بالحكم الابتدائي عليه).

## بعد الحادثة
وضُعت جثة فرزاد بازوفت في تابوت خشبي وأرسلت إلى عائلته في بريطانيا. وأظهرت الوثائق التي صودرت بعد حرب العراق 2003 إن صدام حسين أكد شخصيا على ضرورة إعدام بازوفت قبل شهر رمضان (والذي بدأ في 16 أذار ذلك العام) لقطع الطريق أمام طلبات الرأفة من الحكومة البريطانية.
أستدعت بريطانيا سفيرها في بغداد والغت الزيارات الوزارية. أثارت قضية بازوفت موجة من الغضب الواسع في الدول الغربية وساهمت في عزلة نظام صدام حسين، وبعد هذه الحادثة ببضع أشهر غزا صدام الكويت مما أشعل حرب الخليج.
في عام 2003 أقتفت صحيف الاوبزرفر أثر العميد السابق في المخابرات العراقية «كاظم عسكر» والذي كان مسؤولاً عن التحقيق مع بازوفت. اعترف كاظم عسكر أن بازوفت بريء، لكن لم تكن لديه القوة للوقوف بوجه أوامر صدام لإدانة وإعدام بازوفت. وقد تأكد أن صدام حسين نفسه أمر بإعدام بازوفت من خلال نسخة من شريط تسجيل لاجتماع كان يرأسه صدام، وصودر هذا الشريط بعد حرب العراق 2003.

## اقرأ ايضاً
- انتهاكات مسندة إلى صدام حسين